# Gods of the Blood
Gods of the Blood: The Pagan Revival and White Separatism és un llibre de l'estudiós suec Mattias Gardell que parla del neopaganisme (en particular el germànic) i el supremacisme blanc, el neofeixisme i l'antisemitisme.
Va ser publicat per Duke University Press el juny de 2003.

## Recepció
Amos Yong va agrupar el llibre amb la beca de Michael Barkun i Jeffrey Kaplan. Amb el seu enfocament més estret en el paisatge separatista blanc paganista, Yong el va descriure com "un informe i una anàlisi ben escrits d'aquest fenomen". Stefanie von Schnurbein va escriure que la combinació d'ideologia racialista i neopaganisme havia estat "tristament poc estudiada" pels estudiosos, i que "Gods of the Blood és una contribució important i innovadora per omplir aquest buit". Publishers Weekly va escriure que "tot i que el to acadèmic de Gardell i de vegades la prosa tortuosa fan que la lectura sigui lenta, el seu llibre ben investigat ofereix una visió mai vista de les visions i els objectius dels pagans racistes".

## Informació del llibre
- Tapa dura i rústica: 456 pàgines[1]
- Editorial: Duke University Press (juny de 2003)[1]
- Idioma: anglès
- Tapa dura:ISBN 0822330598 ,ISBN 9780822330592
- Rústica:ISBN 0822330717 ,ISBN 9780822330714